# ABB Group
ABB Group este o companie elvețiano-suedeză producătoare de echipamente electrice și industriale.
Este unul dintre cei mai importanți jucători la nivel global pe piața de echipamente și servicii energetice.
Compania este prezentă în aproximativ 100 de țări și are 120.000 de angajați.

## ABB în România
Compania este prezentă și în România, unde a înregistrat afaceri de 106 milioane euro în anul 2007.